# En enda gång (sång)
En enda gång, text av Hans Skoog och musik av Martin Klaman, är en balladlåt som Kikki Danielsson framförde då bidraget slutade på fjärde plats i den svenska Melodifestivalen 1992. Kikki Danielsson hade trots halsproblem tagit i för fullt under repetitionerna blev sångrösten hesare än vanligt. Detta anses dock inte ha påverkat resultatet negativt, då den påminde om många av de samtida powerballader med hesa sångare som i denna samtid erhöll stor popularitet .
Texten är naturromantisk, som många andra av Kikki Danielssons låtar. I "En enda gång" beskriver sångaren sin kärlek som olika naturfenomen. 

## Svensktoppen
"En enda gång" stannade på Svensktoppen i en vecka, där den låg på tionde plats den 29 mars 1992 .